# HMS Otway
Pour les articles homonymes, voir Otway.
Le HMS Otway, à l’origine le HMAS Otway, est un sous-marin de classe Odin de la Royal Australian Navy (RAN), puis de la Royal Navy (RN).

## Conception
Lors de la conférence de désarmement de Washington, en 1921-1922, la délégation britannique aurait désiré que le traité qui en fut la conclusion interdise l’arme sous-marine. Mais c’était une vaine requête, alors que les U-Boote allemands venaient de faire preuve de leur redoutable efficacité durant la Première Guerre mondiale. Ayant échoué à faire interdire les sous-marins, les Britanniques recommencèrent à en construire à partir de 1923. Le modèle choisi fut le L52 de 1917, de classe L. Le type O, qui en dérivait, était plus long et plus large. Comme lui, il avait six tubes lance-torpilles d’étrave de 21 pouces (533 millimètres) et deux tubes de chasse à l’arrière, avec une torpille de rechange pour chaque tube. Il ne donnait que 15.5 nœuds (28 km/h) en surface, deux nœuds de moins que son prédécesseur, mais ceci était compensé par un rayon d'action très supérieur. Le succès du prototype, le HMS Oberon, amena la construction à partir de 1926 de six sous-marins de la classe Odin destinés à l’Extrême-Orient. Malheureusement, pour des raisons d’économie, une erreur de conception fut commise : certains des réservoirs à mazout furent placés dans la partie supérieure des ballasts et, étant donné l’impossibilité de rendre une coque rivetée tout à fait étanche, il y avait à la surface de la mer une traînée indiscrète de gas-oil qui révélait la présence du sous-marin. Cela contribua à la perte de quatre d’entre eux en Méditerranée en 1940-1942.
Les sous-marins de classe Odin ont été construits selon une conception légèrement modifiée pour le service en Australie. [1] Ils mesuraient 275 pieds (84 m) de longueur hors tout, avec un maître-bau de 29 pieds 7 pouces (9,02 m) et un tirant d'eau moyen de 13 pieds 3 pouces (4,04 m). Leur déplacement était de 1350 tonnes en surface et de 1870 tonnes en plongée. Ces navires avaient des moteurs Diesel pour la navigation en surface et la production d’électricité, mais lorsqu’ils étaient sous l’eau, ils fonctionnaient sur des moteurs électriques. Ils avaient deux lignes d'arbres et deux hélices. Leur vitesse maximale était de 15,5 nœuds (28,7 km/h) en surface et de 9 nœuds (17 km/h) en plongée. Le HMS Otway avait un équipage de 54 personnes. Son armement comprenait huit tubes lance-torpilles de 21 pouces (533 mm) dont six tournés vers l’avant, et deux tournés vers l’arrière, un canon de pont de 4 pouces (100 mm) et deux mitrailleuses.

## Engagements
Le HMAS Otway fut construit par Vickers-Armstrongs à Barrow-in-Furness sous la désignation de OA2 : O car c'était un sous-marin de classe O, A car il était destiné à l'Australie. Il fut lancé le 7 septembre 1926 et mis en service dans la Royal Australian Navy le 15 juin 1927. Il reçoit le nom du cap Otway, un cap situé au sud de l'État de Victoria en Australie.
Après leur mise en service, les HMAS Otway et Oxley furent temporairement affectés à la 5e flottille sous-marine de la Royal Navy. Le 8 février 1928, les deux sous-marins partent pour l’Australie, dans le plus long voyage sans escorte jamais entrepris par un sous-marin britannique. En route vers Malte, des fissures ont été trouvées sur les colonnes du moteur du Otway. À l’arrivée à Malte, des fractures similaires ont été trouvées dans les colonnes moteur du Oxley, et les deux sous-marins ont été retenus à Malte le temps que des colonnes améliorées soient fabriquées et installées. Ils reprirent leur voyage en novembre et arrivèrent à Sydney le 14 février 1929.
En raison de la détérioration des conditions financières qui a mené à la Grande Dépression, les deux sous-marins ont été mis en réserve un an plus tard. Le HMAS Otway a été vendu le 10 mai 1930. Les sous-marins ont été maintenus en condition opérationnelle et ont quitté le port deux fois par mois pour des exercices de plongée. Le coût permanent de l’entretien des bateaux, combiné aux limites de tonnage imposées par le Traité naval de Londres, a incité le gouvernement australien à offrir les HMAS Otway et Oxley à la Royal Navy. Les sous-marins ont été transférés et mis en service dans la Royal Navy le 10 avril 1931, et ont appareillé pour la Grande-Bretagne.
Durant la Seconde Guerre mondiale, le HMS Otway a opéré avec le pennant number (numéro de fanion) 51. En 1942, il était sous le commandement du Commander Howard Bone.
Le sous-marin a quitté le service de la Royal Navy en 1945 et a été transporté en août chez Thos W Ward à Inverkeithing, en Écosse, pour y être démantelé.